# Parzenica (wzgórze)

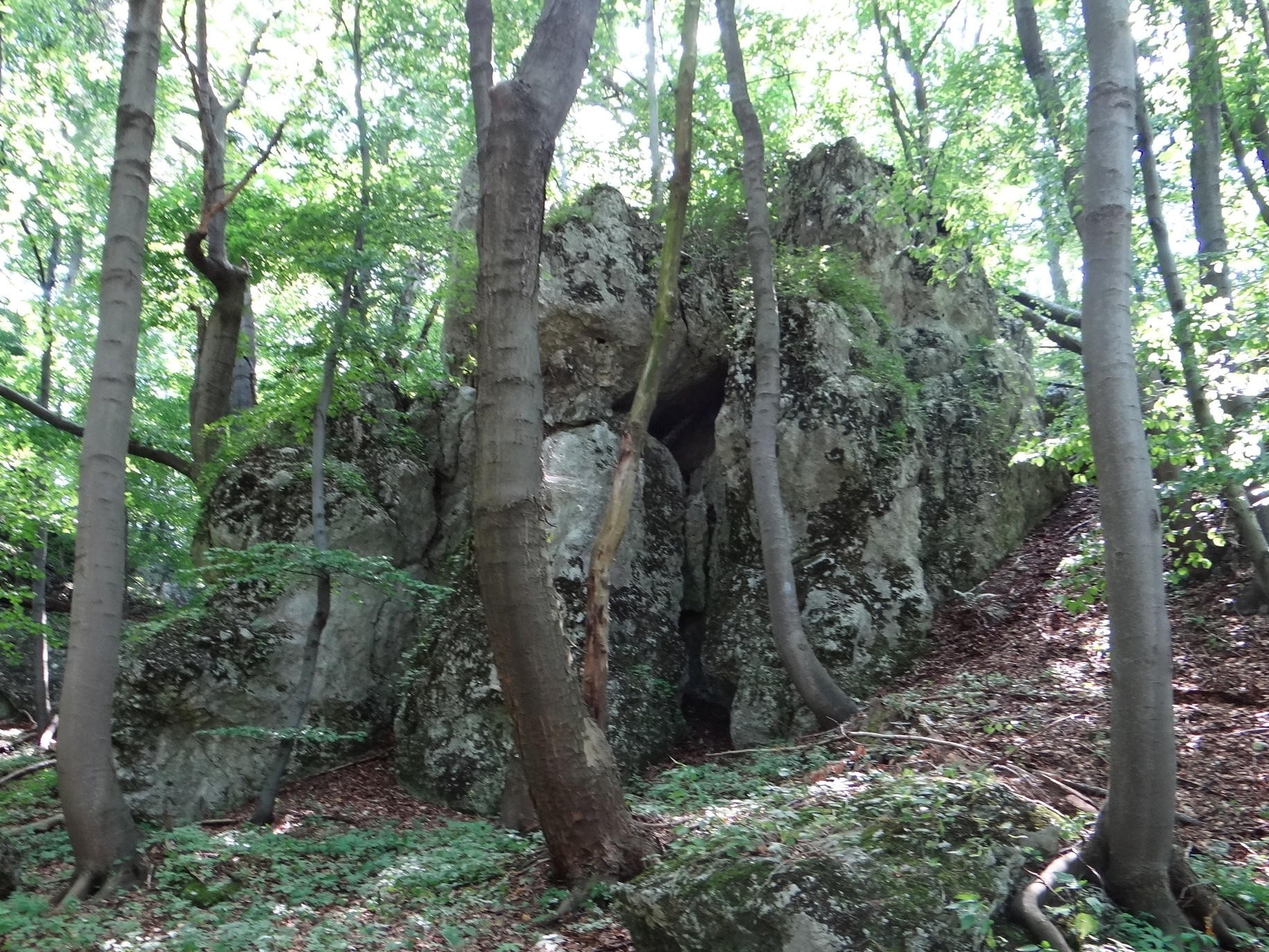
Skały na szczycie Parzenicy

Parzenica (ok. 430 m) – skaliste wzniesienie na Wyżynie Olkuskiej będącej częścią Wyżyny Krakowsko-Częstochowskiej. Znajduje się po południowo-zachodniej stronie zabudowanego obszaru miejscowości Jaroszowiec, w województwie małopolskim, w powiecie olkuskim, w gminie Klucze.
Parzenica jest całkowicie porośnięta bukowym lasem. Jej szczyt wieńczą wapienne turnie będące obiektem wspinaczki skalnej. Od północnego zachodu sąsiaduje z wzniesieniem Plikowe Skałki, od północnego wschodu z wzniesieniem Nad Kopalnią. 
W skałach Parzenic znajdują się 3 jaskinie lub schroniska: Okap z Kotłami, Schronisko pod Wysoką Skałą, Szczelina Dżdżownic